# Chester (Caroline du Sud)
Pour les articles homonymes, voir Chester.
La ville de Chester est le siège du comté de Chester, situé en Caroline du Sud, aux États-Unis.